# Приабонский ярус
| система                                                                          | отдел    | ярус          | Нижняя граница, млн лет |
| -------------------------------------------------------------------------------- | -------- | ------------- | ----------------------- |
| Неоген                                                                           | Миоцен   | Аквитанский   | 23,04                   |
| Палеоген                                                                         | Олигоцен | Хаттский      | 27,3                    |
| Палеоген                                                                         | Олигоцен | Рюпельский    | 33,9                    |
| Палеоген                                                                         | Эоцен    | Приабонский   | 37,71                   |
| Палеоген                                                                         | Эоцен    | Бартонский    | 41,03                   |
| Палеоген                                                                         | Эоцен    | Лютетский     | 48,07                   |
| Палеоген                                                                         | Эоцен    | Ипрский       | 56,0                    |
| Палеоген                                                                         | Палеоцен | Танетский     | 59,24                   |
| Палеоген                                                                         | Палеоцен | Зеландский    | 61,66                   |
| Палеоген                                                                         | Палеоцен | Датский       | 66,0                    |
| Мел                                                                              | Верхний  | Маастрихтский | больше                  |
| Деление и золотые гвозди в соответствии с IUGS по состоянию на декабрь 2024 года |          |               |                         |

Приабонский ярус (приабон) (англ. Priabonian Stage) — верхний ярус эоценового отдела. Охватывает породы, образовавшиеся в приабонский век эпохи эоцен, около 37,71 — 33,9 миллионов лет назад (всего около 4 миллионов лет). Располагается над бартонским ярусом эоцена и под рюпельским ярусом олигоцена.
Вымершее двукрылое насекомое Priabona названо в честь приабона — возраста отложений, в которых найдено это животное.

## История и наименование
Приабонский ярус ввели в научную литературу Эрнест Мунье-Шальмас и Альбер де Лаппаран в 1893 году. Своё название ярус получил в честь небольшой деревни Приабоны в общине Монте-ди-Мало, в регионе Венето на севере Италии.

## Определение
Основание приабонского яруса соответствует первому появлению известкового нанопланктона вида Chiasmolithus oamaruensis (формирующего основание нанопланктонной биозоны NP18). Глобальный стратотип (GSSP) приабона ратифицирован в 2020 году и установлен в разрезе Алано-ди-Пьяве в одноимённой коммуне в Беллуно, Италия.
Верхняя граница приабона (основание рюпельского яруса олигоцена) соответствует вымиранию фораминифер рода Hantkenina.